# Supplemental Nutrition Assistance Program
Supplemental Nutrition Assistance Program (SNAP), tidligere kendt som Food Stamp Program, er et føderalt bistandsprogram i USA, der støtter fødevareindkøb for de mennesker, der har lav eller ingen indkomst. Det er et føderalt hjælpeprogram, der administreres af det amerikanske landbrugsministerie (USDA) via underafdelingen Food and Nutrition Service (FNS); dog distribueres hjælpen af specifikke underafdelinger i de amerikanske delstater (eksempelvis Division of Social Services og det amerikanske sundheds- og socialministerie (HSS), osv.).
SNAP understøttelse forsynede omkring 40 millioner amerikanere i 2018 til en udgift på 57,1 milliarder USD. I løbet af 2017 modtog cirka 9,2% af amerikanske husholdninger på et eller andet tidspunkt SNAP-understøttelse, og omkring 16,7% af alle børn boede i en husstand, der modtog SNAP-understøttelse. Antallet af støttemodtagere og omkostningerne steg kraftigt med Finanskrisen og toppede i 2013 og faldt i årene derefter til og med 2017, hvor økonomien kom sig. Det er det største ernæringsprogram ud af de 15, der administreres af FNS, og er en vigtig del af det sociale sikkerhedsnet for amerikanere med lavindkomst.
Mængden af SNAP-hjælp, som en husstand modtager, afhænger af husstandens størrelse, indkomst og udgifter. Programmet brugte i det meste af sin historie papirfremstillede "frimærker" eller kuponer til en værdi af $1 (brun), $5 (blå) og $10 (grøn). De var indbundet i hæfter med forskellige pålydende værdier, der skulle rives ud hver for sig eller bruges i engangsudveksling. Kuponerne blev på grund af deres 1:1 værdiforhold med rigtig valuta printet af Bureau of Engraving and Printing. Deres rektangulære form lignede en amerikansk 1-dollar pengeseddel (dog kun halvt så stor); for eksempel havde de intaglioprint på papir af høj kvalitet med vandmærker. I de sene 1990'ere blev Food Stamp Programmet moderniseret, og nogle stater udfasede de reelle frimærker til fordel for et specialiseret betalingskortsystem kendt som Electronic Benefit Transfer (EBT), der blev leveret af private entreprenører. EBT er siden juni 2004 blevet implementeret i alle stater. Hver måned bliver SNAP-understøttelse sat direkte ind på hustandenes EBT-kortkonti. Husstandene kan bruge EBT til at betale for mad i supermarkeder, dagligvarebutikker, og andre fødevareforhandlere, herunder bestemte bondemarkeder.

## Generelle kilder
- Eisinger, Peter K. Toward an end to hunger in America. Washington: The Brookings Institution, 1998.
- Gundersen, Craig; LeBlanc, Michael; Kuhn, Betsey, "The Changing Food Assistance Landscape: The Food Stamp Program in a Post-Welfare Reform Environment, United States Department of Agriculture, Agricultural Economics Report No. (AER773) 36 pp, March 1999
- MacDonald, Maurice. Food, Stamps, and Income Maintenance. New York: Academic Pres, Inc, 1977.
- United States Department of Health and Human Services, "2002 Indicators of Welfare Dependence Appendix A: Program Data: Food Stamp Program" Arkiveret 11. oktober 2011 hos  Wayback Machine
  - Artikler baseret på USA Web publikation: A Short History of the Food Stamp Program